# Judenpfennig

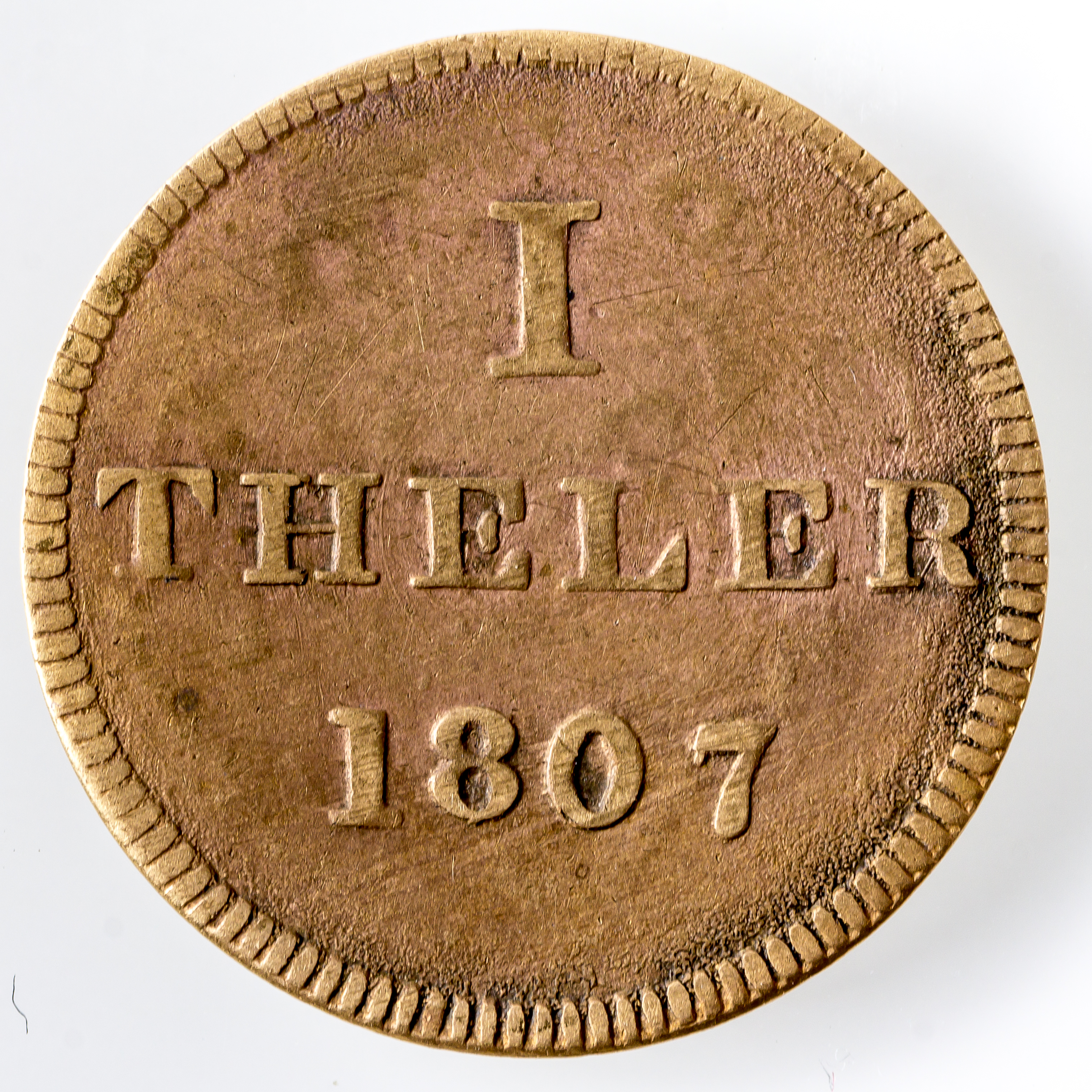
I THELER 1807 (Joseph/Fellner Nr. 1993)

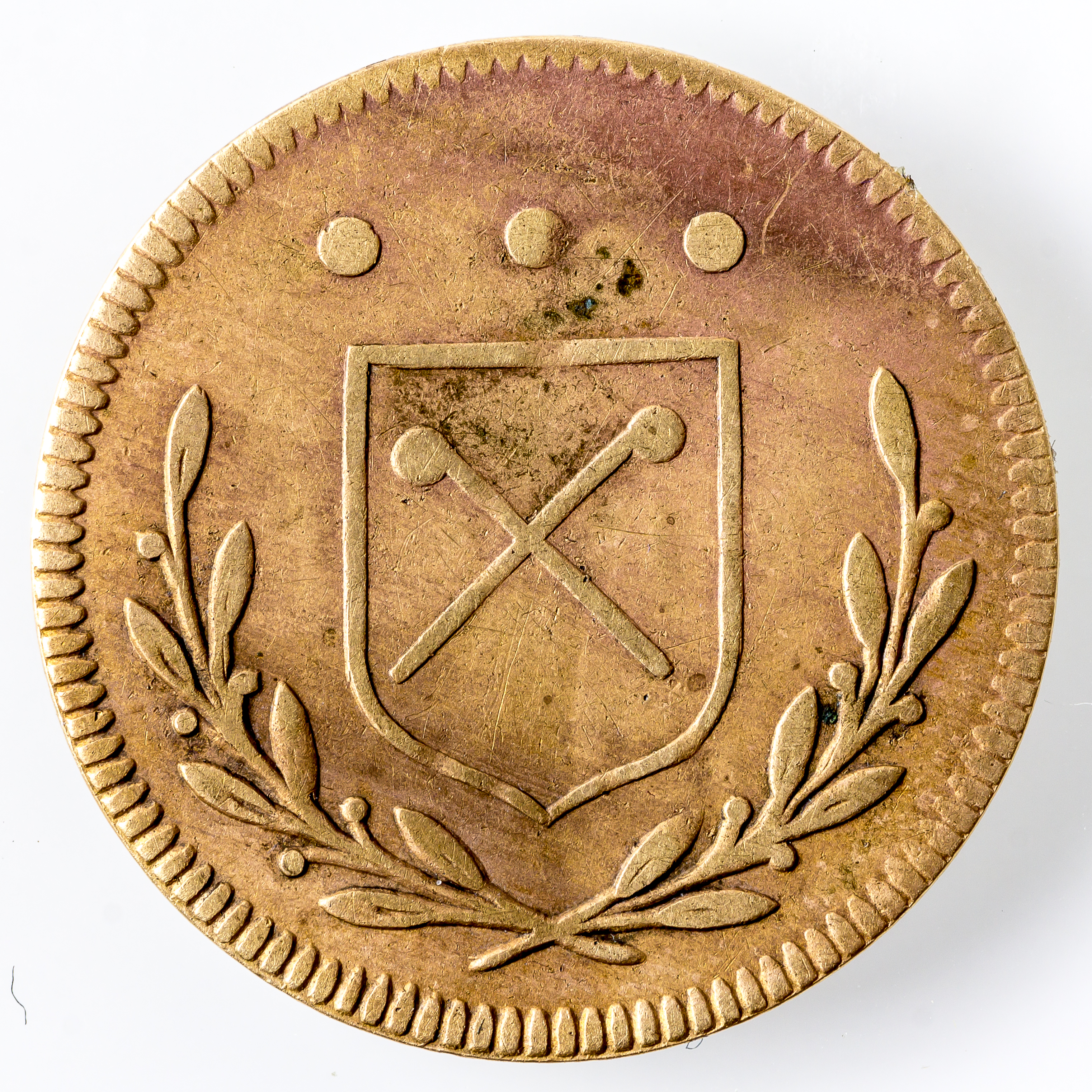
I THELER 1807 (Rückseite), Schild mit sich kreuzenden Tonpfeifen

Judenpfennige, auch Frankfurter Judenpfennige oder Rheinische Judenpfennige, waren privat geprägte Münzen mit geringem Nennwert, die im frühen 19. Jahrhundert im Königreich Preußen, insbesondere in Frankfurt am Main und im Rheinland, in großen Mengen in Umlauf gebracht wurden.
Der Begriff „Judenpfennig“ wurde bereits in früherer Zeit als umgangssprachliche Bezeichnung für Münzen von geringem Wert verwendet. Nur auf Juden angewandte Kopfsteuern, Zölle und andere Abgaben, die auf den Judenregalien basierten, wurden historisch ebenfalls als „Judenpfennig“ bezeichnet. Ein Beispiel ist die ab 1215 an den Kaiser zu entrichtende Kopfsteuer, durch die Juden gegen Bezahlung unter besonderen Schutz gestellt wurden.
Zur Herkunft der Frankfurter oder Rheinischen Judenpfennige und zu ihren Urhebern wurden bis in die jüngste Zeit Darstellungen veröffentlicht, die allgemein Juden die Urheberschaft zuwiesen. Diese Darstellungen wurden bereits 1931 durch einen Frankfurter Numismatiker unter Berufung auf zeitgenössische Behörden- und Gerichtsakten detailliert widerlegt.

## Beschreibung

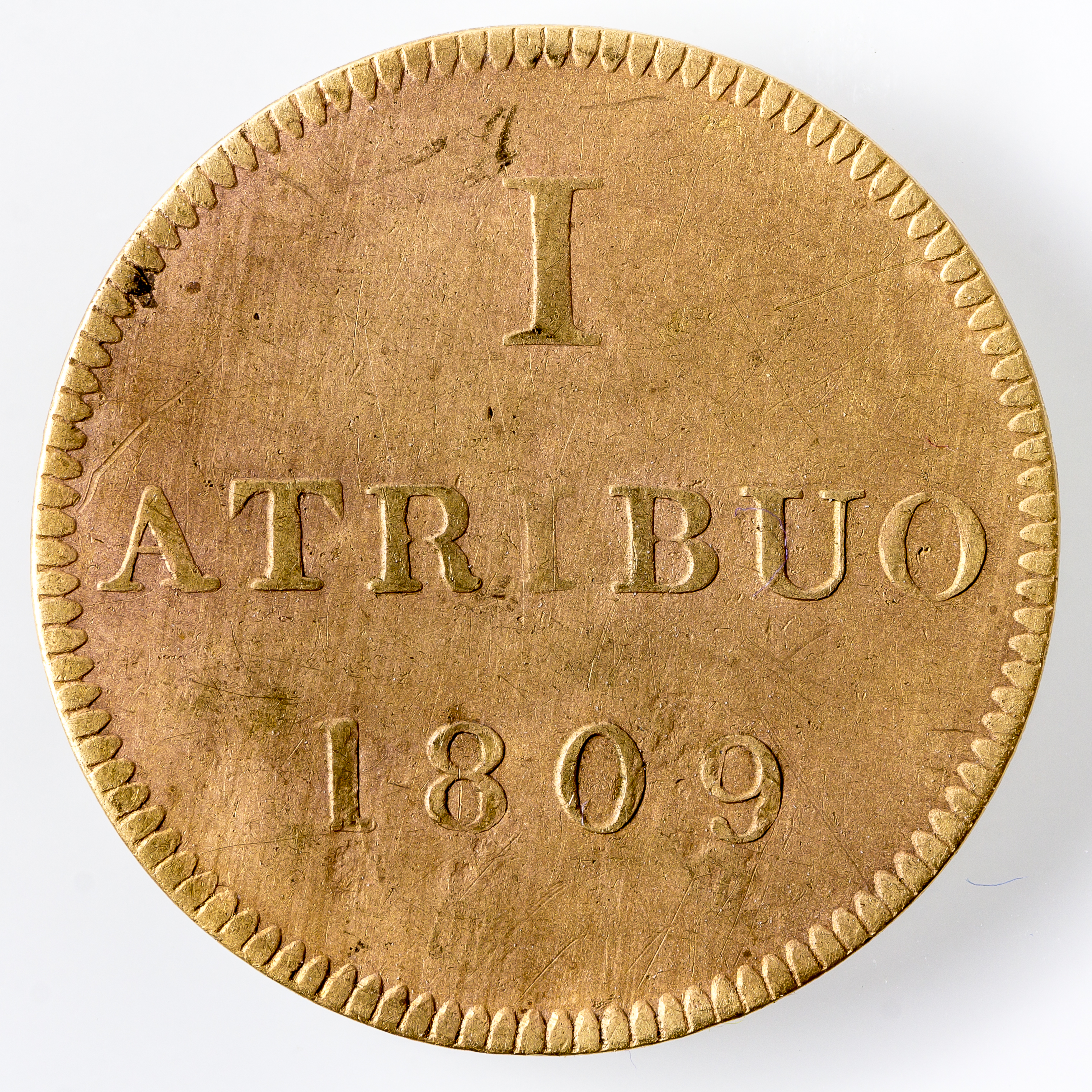
I ATRIBUO 1809 (Joseph/Fellner Nr. 1994)

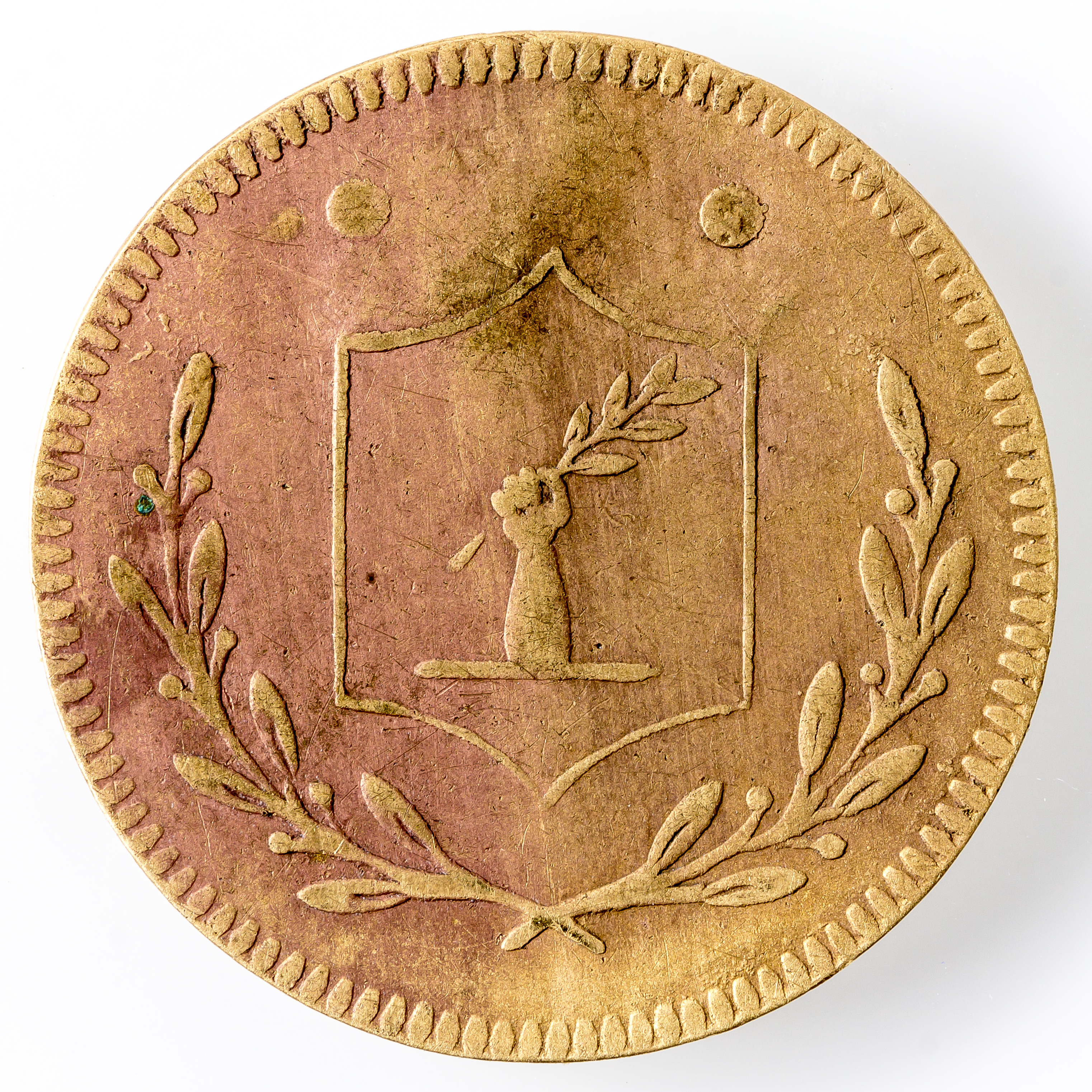
I ATRIBUO 1809 (Rückseite), sechseckiger Schild mit einem Arm, der einen Lorbeerzweig hält

Die Münzen bestehen aus Kupfer und haben bei einem Durchmesser von etwa 19 mm ein Gewicht von 1,0 bis 1,3 Gramm. Sie zeigen auf der Vorderseite frei erfundene Währungsangaben wie „Atribuo“, „Theler“, „Halbag“ oder „Pfenning“, aber auch „Heller“ und „Pfennig“. Die auf den Münzen angegebenen Jahreszahlen reichen von 1703 bis 1822, wobei frühere Angaben als 1822 keinesfalls das tatsächliche Jahr der Prägung wiedergeben. Auf den Rückseiten sind in zahlreichen Varianten Motive wie Arme, achtzackige Sterne, Kränze, Löwen und Hähne dargestellt. Wegen des ähnlichen Stils aller bekannten Entwürfe wird von einem einzigen Urheber ausgegangen.

## Etymologie
Der Begriff „Judenpfennige“ wurde bereits in früherer Zeit für minderwertige Münzen verwendet. Dies und die im 19. und 20. Jahrhundert für die Judenpfennige üblich gewordene Bezeichnung nehmen Bezug auf das antijüdische Stereotyp des jüdischen Wucherers und Münzfälschers. Mit seiner negativen Konnotation ist „Judenpfennig“ ein Beispiel für die in der deutschen Sprache häufigen Juden-Komposita mit abwertender Bedeutung.

## Zeitgenössische Bedeutung
Ab Ende März 1808 wurden in Preußen keine Scheidemünzen mehr geschlagen. Erst im Jahr 1821 wurde ihre Prägung in Preußen wieder aufgenommen. 1808 und im Dezember 1811 wurden die in Umlauf befindlichen Scheidemünzen abgewertet. Das hatte zur Folge, dass vermehrt Münzen ins Ausland geschmuggelt und eingeschmolzen wurden. Infolgedessen kam es bald zu einem Mangel an Münzkleingeld für den Zahlungsverkehr, der durch den Bedarf der im Rheinland und in Westfalen aufstrebenden Industrie noch gesteigert wurde. Der große Bedarf an Zahlungsmitteln in kleinen Stückelungen führte zu vielfältigen Notlösungen, bis hin zur Verwendung von Spielmarken und Knöpfen. Insofern waren auch die Judenpfennige ein Behelfsgeld, das wie die englischen Token einem tatsächlichen Mangel abhelfen sollten. Sie wurden so lange gerne angenommen, wie die Empfänger von ihrer Verkehrsfähigkeit überzeugt waren. Zudem wurden sie lange staatlicherseits geduldet, erst der Missbrauch in Form des Verbreitens leichterer Münzen führte zum polizeilichen Eingreifen.

## Judenfeindliche Darstellung

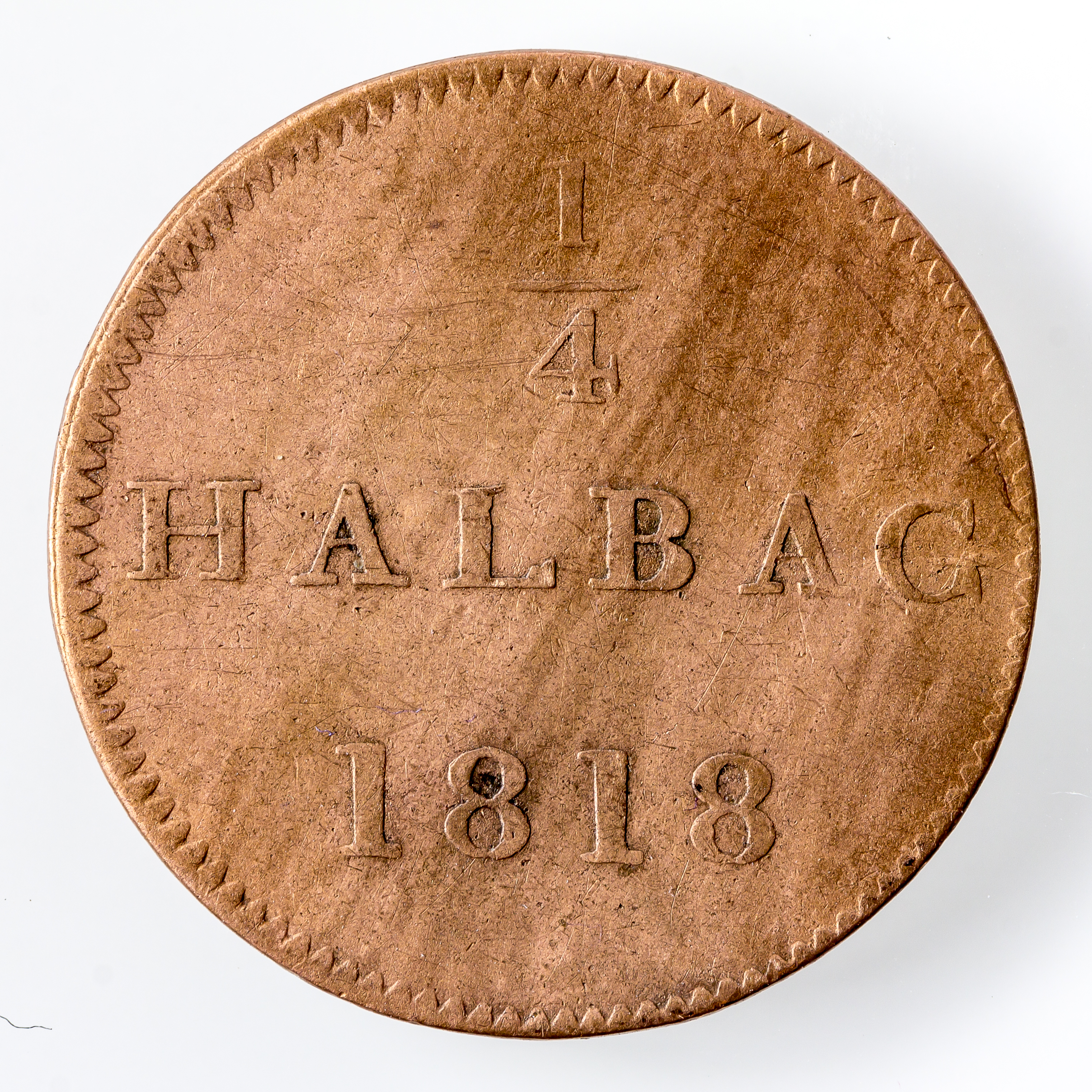
¼ HALBAG 1818 (Joseph/Fellner Nr. 1996)

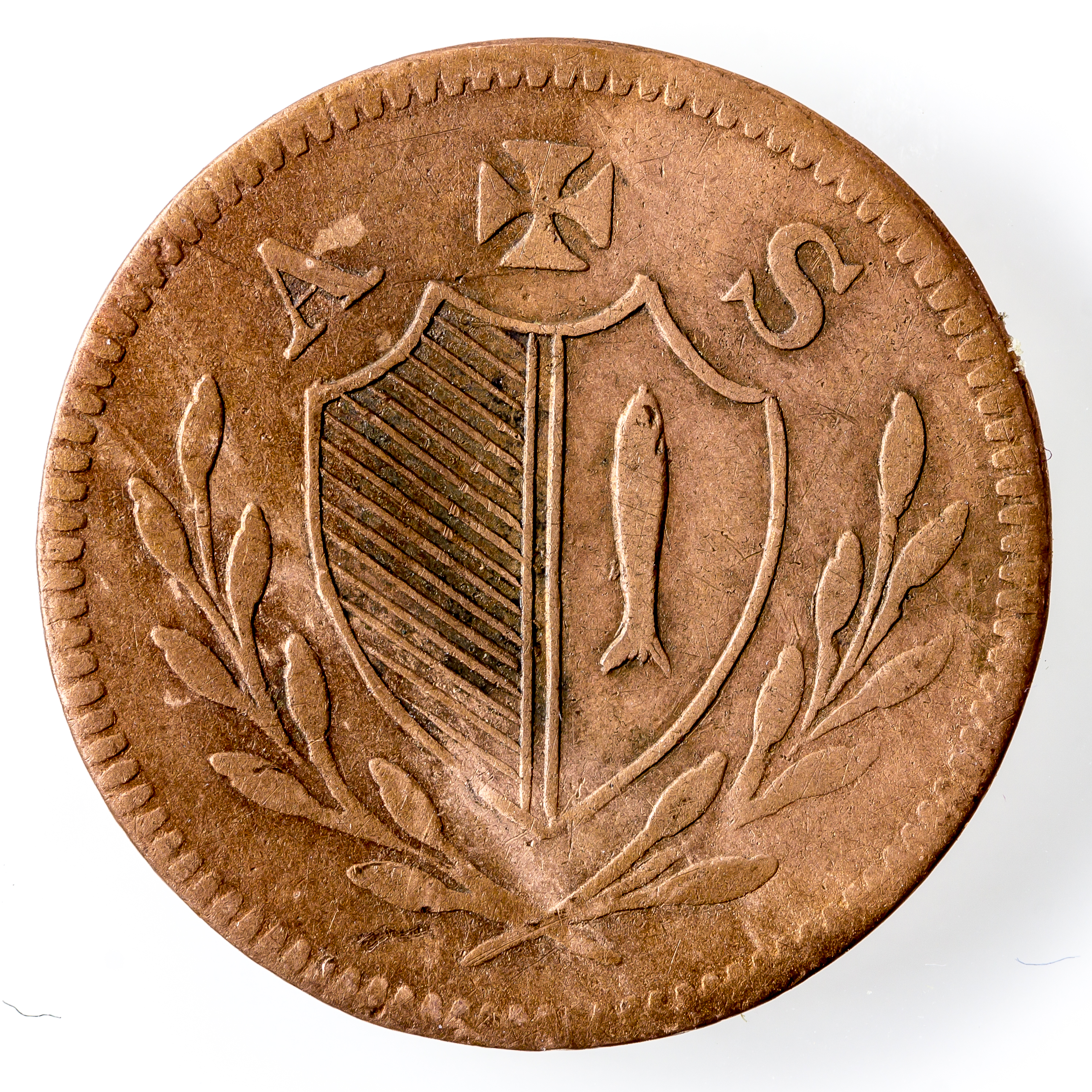
¼ HALBAG 1818 (Rückseite), Schild, im linken Feld ein Fisch, rechtes Feld schraffiert

Die Numismatiker Paul Joseph und Eduard Fellner brachten in ihrem 1896 und 1903 veröffentlichten Werk über die Münzen von Frankfurt am Main die Judenpfennige mit kriminellen Machenschaften in Verbindung, ohne dabei jedoch Juden als Urheber zu bezeichnen:

„Diese wurden im Anfänge dieses Jahrhunderts an einem unbekannten Orte unerlaubter Weise geschlagen und in den Verkehr geschmuggelt. Sie sind etwas leichter wie die echten, wodurch den Herstellern bei deren Massenfabrikation ein grosser Profit blieb. Dass sie in Frankfurt geschlagen wurden, ist nicht wahrscheinlich, wohl aber wurden sie hier in den Verkehr gebracht. Jedenfalls führen sie in aller Welt den Namen ‚frankfurter Judenpfennige‘.“

Der Numismatiker Friedrich von Schrötter lieferte in seinem 1930 herausgegebenen, über Jahrzehnte als Standardwerk geltenden und 1970 und 2012 unverändert neu aufgelegten und nachgedruckten Wörterbuch der Münzkunde eine Darstellung, die nunmehr Juden ausdrücklich als Urheber der Judenpfennige benennt:

„Judenpfennige. In dem ersten und zweiten Jahrzehnt des 19. Jh.s mangelte es am Rhein aufs äußerste an Scheidemünzen, weil in Preußen seit 1808 keine mehr geschlagen waren. Diese Gelegenheit benutzten Juden, indem sie die kleinsten Kupfermünzen, Pfennige und Heller, etwas leichter als die gesetzmäßigen prägen ließen, und zwar die ersten mit Phantasienamen ‚Atribuo‘, ‚Theler‘, ‚Halbac‘, und Phantasiebildern wie einem Schild mit 2 Tonpfeifen, einem Arm, Stern, Kranz, Löwen u. Hahn sowie mit den Jahreszahlen 1703, 1740, 1807, 9, 10, 18, 19, 20 und 1821. Die in diesem Jahre wiederaufgenommene Scheidemünzprägung Preußens und die scharf gehandhabte preußische Münzpolizei scheinen diesem Unfug ein Ende gemacht zu haben. Der Gewinn der Hersteller durch dieses Geschäft war übergroß: im Jahre 1820 soll ein Neußer Jude dabei 54 000 Fl. verdient haben, und in 10 Monaten gingen allein bei einem westfälischen Zollamte 9 3/8 Zentner solcher Kupfermünzen ein. Wo die Judenpfennige gemünzt sind, hat man bisher nicht entdecken können, aber sehr wahrscheinlich in oder um Frankfurt a. M., da sie immer ‚Frankfurter Judenpfennige‘ genannt worden sind.“

Sowohl die Herkunft der Bezeichnung Judenpfennige als auch die Herkunft der Münzen blieben unklar. Die Autoren Joseph und Fellner lieferten für ihre Angaben gar keine Belege. Von Schrötter nannte als Beleg zum einen Joseph und Fellner, zudem berief er sich auf seine eigene 1926 erschienene Darstellung des preußischen Münzwesens des 19. Jahrhunderts. Bereits dort hatte er zwei Briefe eines preußischen Münzbeamten aus dem Jahr 1821 auszugsweise wiedergegeben:

„Am 25. Jan. und 2. April 1821 schrieb Vincke, ein Neußer Jude habe, wie es heiße, im Jahre 1820 an der Einfuhr Frankfurter Heller 54 000 Fl. verdient, selbst Spielmarken und alte Knöpfe würden als Scheidemünze benutzt. In 10 Monaten seien allein beim Zollamte Wilnsdorf in Westfalen 22 Ztr. silberner, 9 3/8 Ztr. kupferner Münzen eingeführt worden.“

Die Aussage zum „Neußer Juden“ wurde bei Schrötter um eine weiter relativierende Fußnote ergänzt: Die mit den Jahreszahlen 1703 bis 1822 versehenen sogenannten Judenpfennige spielten sicher auch mit (…). Beim „Zollamte Wilnsdorf“ handelte es sich um ein Zollamt im Kreis Siegen. Die in einen Zusammenhang eingebettete Darstellung macht deutlich, dass es sich bei der Angabe zum „Neußer Juden“ bereits im frühen 19. Jahrhundert um nicht mehr als ein Gerücht handelte. Zudem wurde der Schwerpunkt in von Schrötters erster Darstellung eindeutig auf den dramatischen Mangel an Kleingeld, und nicht auf kriminelle Machenschaften gelegt. Aus der im Wörterbuch der Münzkunde wenige Jahre später nicht mehr enthaltenen Angabe von 22 Zentnern silberner Münzen wurde klar, dass auch bei den in Wilnsdorf eingegangenen Münzen die kupfernen Judenpfennige nur einen kleineren Anteil ausmachten, sofern sie überhaupt enthalten waren.

## Tatsächlicher Hergang

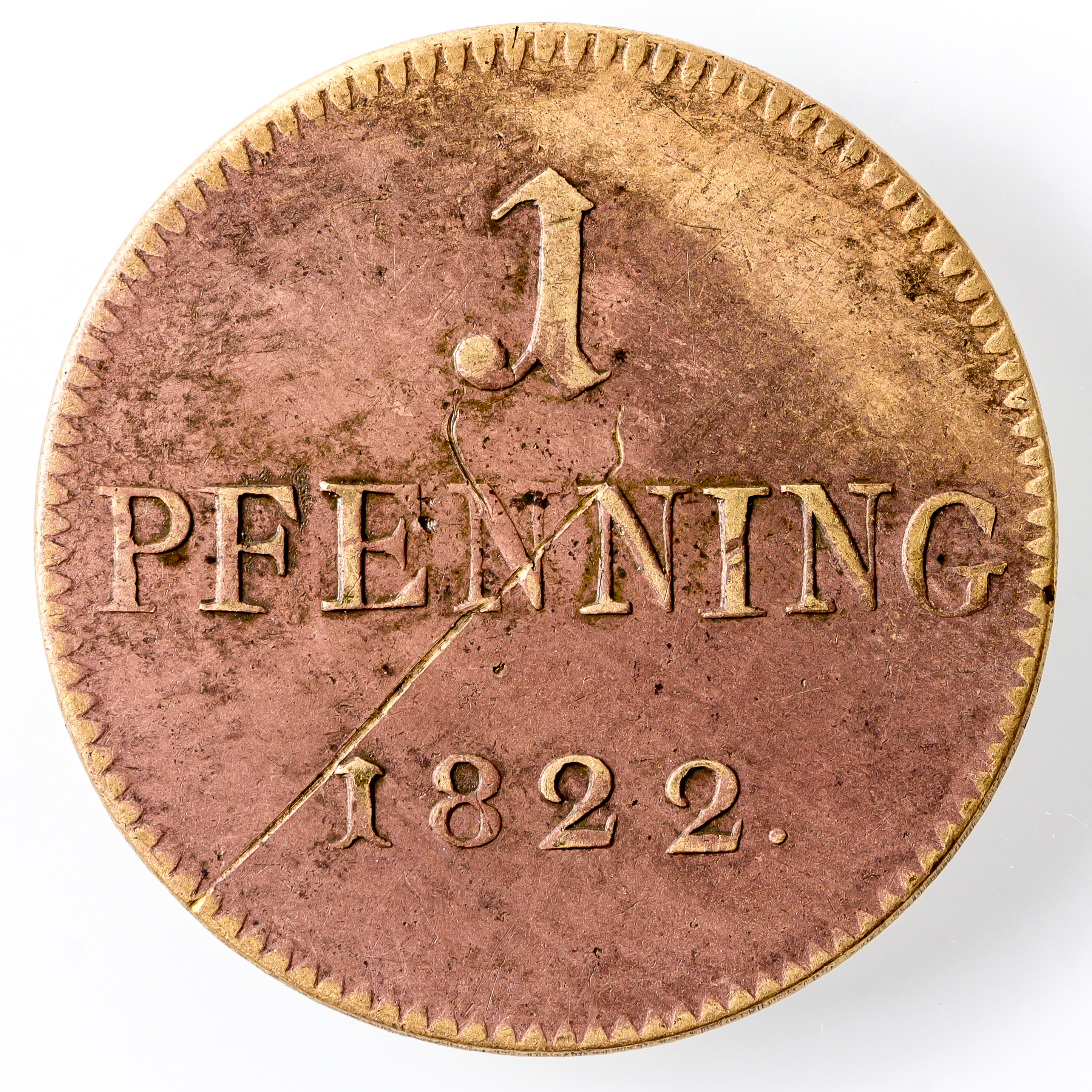
1 PFENNING 1822 (Joseph/Fellner Nr. 2004)

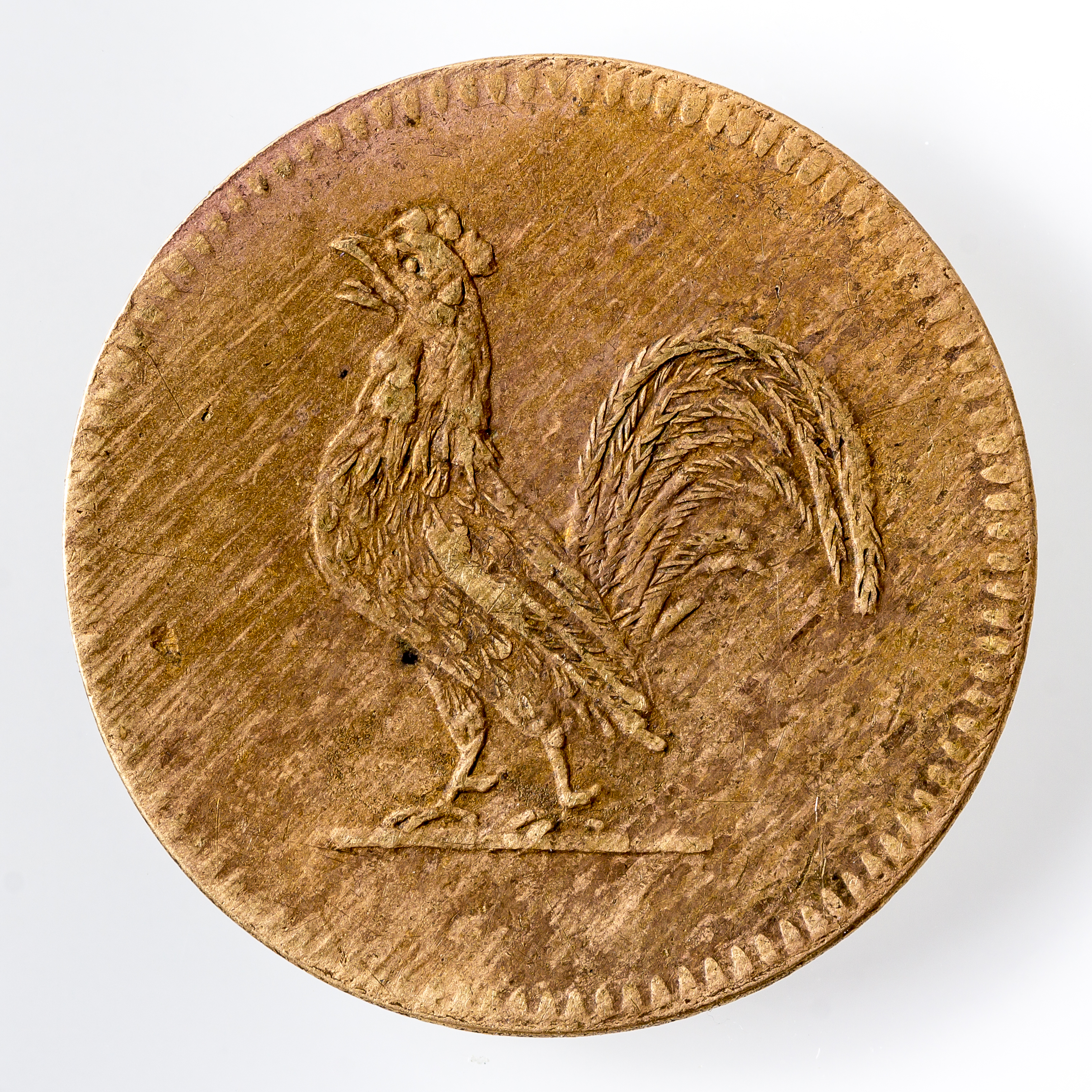
1 PFENNING 1822 (Rückseite), Hahn

### Prägung hessischer Pfennige für das Ausland
Im Juni 1820 erbat ein Kasseler Geldwechsler bei der Darmstädter Münze ein Angebot für die Prägung von 80 bis 100 Zentnern Kupferheller für den Versand in das Ausland. Der Darmstädter Münzmeister nahm im Zuge der Verhandlungen über die Beschaffung der Schrötlinge Kontakt mit der Frankfurter Firma der Gebrüder Heitefuss auf. Diese waren zur Herstellung von Kupferschrötlingen in der Lage und letzten Endes kam es ohne Beteiligung des Kasseler Wechslers zum Vertragsabschluss zwischen der Darmstädter Münze und Heitefuss. Heitefuß sollte der Münze 20.000 Pfund Pfennige als Rohlinge zum Preis von 63 Kreuzer das Pfund liefern und fertige Münzen für 90 Kreuzer das Pfund bei einem weiteren Nachlass von drei Prozent zurücknehmen.
Nach Abschluss dieses ersten Geschäfts waren die Gebrüder Heitefuss an einer Fortsetzung interessiert. Innerhalb des hessischen Finanzministeriums waren allerdings mittlerweile Bedenken aufgekommen. Zum einen befürchtete man, die in übergroßer Zahl in das Ausland verschickten Pfennige könnten nach Hessen zurückkommen und die Geldmenge erhöhen. Zudem war man besorgt, dass die Münzen in Wahrheit nach Norddeutschland gebracht würden, um dort die wesentlich schwereren Pfennige zu ersetzen. Ein solches Vorgehen hätte den Ruf des hessischen Münzwesens beschädigt und wurde als der Würde des Staates abträglich erachtet.

### Fortsetzung der Prägung
Auf den Ablehnungsbescheid der Darmstädter Münze reagierten die Gebrüder Heitefuss mit einer Gegenvorstellung. Sie hoben hervor, dass sie in Erwartung der Fortführung des Auftrags bereits ihr Walz- und Schneidwerk vergrößert und 200 Zentner Kupfer aus hessischen Bergwerken bezogen hätten. Die Ablehnung durch die hessische Staatsregierung bedeute für ihr Unternehmen eine große Härte. Zudem boten sie an, in Zukunft auf den Münzen nicht mehr wie bisher mit den Buchstaben „G.-H.“ die hessische Herkunft anzugeben. Die Oberfinanzkammer stimmte nunmehr mehrheitlich der Fortführung der Münzprägung zu, bestand aber auf die bisherige Form und auf die Prägung im gesetzlichen Münzfuß. Eine Verschleierung der Herkunft der Münzen sei ausgeschlossen. Gegen die Genehmigung der Münzprägung gab es starke Bedenken innerhalb der Kammer, die sich zunächst gegen die Münzbilder richtete. Für Schaumünzen und Spielmarken seien solche Darstellungen unbedenklich, für Geld jedoch unwürdig. Ein Mitglied der Kommission vertrat die Auffassung, dass die Münzen tatsächlich in die Grafschaft Mark, die Herzogtümer Cleve, Jülich und Berg sowie in die Niederlande verschickt werden sollten.
Im Juli 1822 genehmigte das hessische Finanzministerium die Fortsetzung der Prägung. Bis August 1822 wurden für 6645 Gulden Pfennige geschlagen. Im September baten die Gebrüder Heitefuss auf Veranlassung ihres ungenannten Hauptabnehmers um das Beenden der Prägung.

### Ermittlungen und Strafverfahren
Im Januar 1823 wurde der Darmstädter Münzmeister im Auftrag eines Kölner Untersuchungsrichters vom Darmstädter Kriminalgericht vernommen. In dem Ermittlungsverfahren wegen des Inverkehrbringens von falschen Kupferpfennigen wurden als Beweismittel sieben Kupferpfennige vorgelegt, die überwiegend aus England stammen sollten. Eine der sieben Münzen wurde von dem vernommenen Münzmeister erkannt, sie stammte aus seinen Prägungen für die Gebrüder Heitefuss vom Juli 1822.
Im Zuge der Ermittlungen konnte festgestellt werden, dass die im Auftrag der Gebrüder Heitefuss geschlagenen Münzen, die dem gesetzlichen Münzfuß entsprachen, zumindest teilweise in Preußen in Umlauf gebracht worden sind. Die Verantwortung dafür wird weniger den Gebrüdern Heitefuss als ihren Abnehmern zugeschrieben, die das Rheinland und Westfalen als lohnendes Absatzgebiet ihrer Münzen entdeckten. Die Mehrzahl der beschlagnahmten Münzen war jedoch leichter und stammte mutmaßlich aus England. Die große Menge der in Umlauf gebrachten Judenpfennige erregte schließlich die Aufmerksamkeit der Behörden und führte zu den Ermittlungen. In einer Weisung an die Regierungspräsidien wird dem Pfennighandel eine Gewinnspanne von 27 Prozent unterstellt.
Als einer der Hauptverbreiter wurde der Kölner Geldwechsler Philipp Wolff identifiziert, der seinerseits die Gebrüder Heitefuss aus Frankfurt und den Londoner Charles Veideler als seine Lieferanten benannte. Weitere Ermittlungen führten zu der Feststellung von Karl Saedeler in London als weiteren Lieferanten Wolffs und von Wolffs Agenten H. A. Bielefeld aus Deutz, der den Vertrieb in Holland erledigte. Bei seiner Vernehmung berief sich Konrad Heitefuss darauf, dass er keine falschen Münzen, sondern echte hessische Pfennige geprägt habe. Zum Beweis legte er einen Pfennig aus der ersten Ausprägung vor. Angeklagt wurden lediglich Philipp Wolff aus Köln und acht seiner Abnehmer, überwiegend jüdische Geldwechsler, Kaufleute und Händler. Da die beschlagnahmten Judenpfennige keine gesetzlichen Zahlungsmittel nachahmten wurde nur ein Angeklagter verurteilt. Lediglich dem Kaufmann Heymann Wolff aus Wesseling konnte nachgewiesen werden, dass er wissentlich falsche Frankfurter Heller in Umlauf gebracht hatte.

### Einziehung und Verbot
Die beschlagnahmten Münzen wurden aufgrund von Bestimmungen zur Aufrechterhaltung des Münzregals nicht freigegeben. Für die Judenpfennige wurde bestimmt, dass sie auf Kosten ihrer Besitzer eingeschmolzen und das Kupfer zurückgegeben wurde. Für die als echt erkannten Münzen der ersten Prägung der Gebrüder Heitefuss hatte der Eigentümer eine Adresse im Ausland anzugeben, an die die Münzen auf seine Kosten verschickt wurden. Der Magistrat der Stadt Frankfurt ließ ab dem 10. April 1823 erhebliche Mengen der Judenpfennige beschlagnahmen. Mit preußischer Kabinettsorder vom 22. Juni 1823 wurde das Einbringen fremder und nicht unter preußischer Aufsicht geprägter Kupfermünzen verboten. Für den Fall der Zuwiderhandlung wurde die Einziehung der Münzen und ein Bußgeld in Höhe des doppelten Nennwerts fällig.

## Schweizerische Herkunft

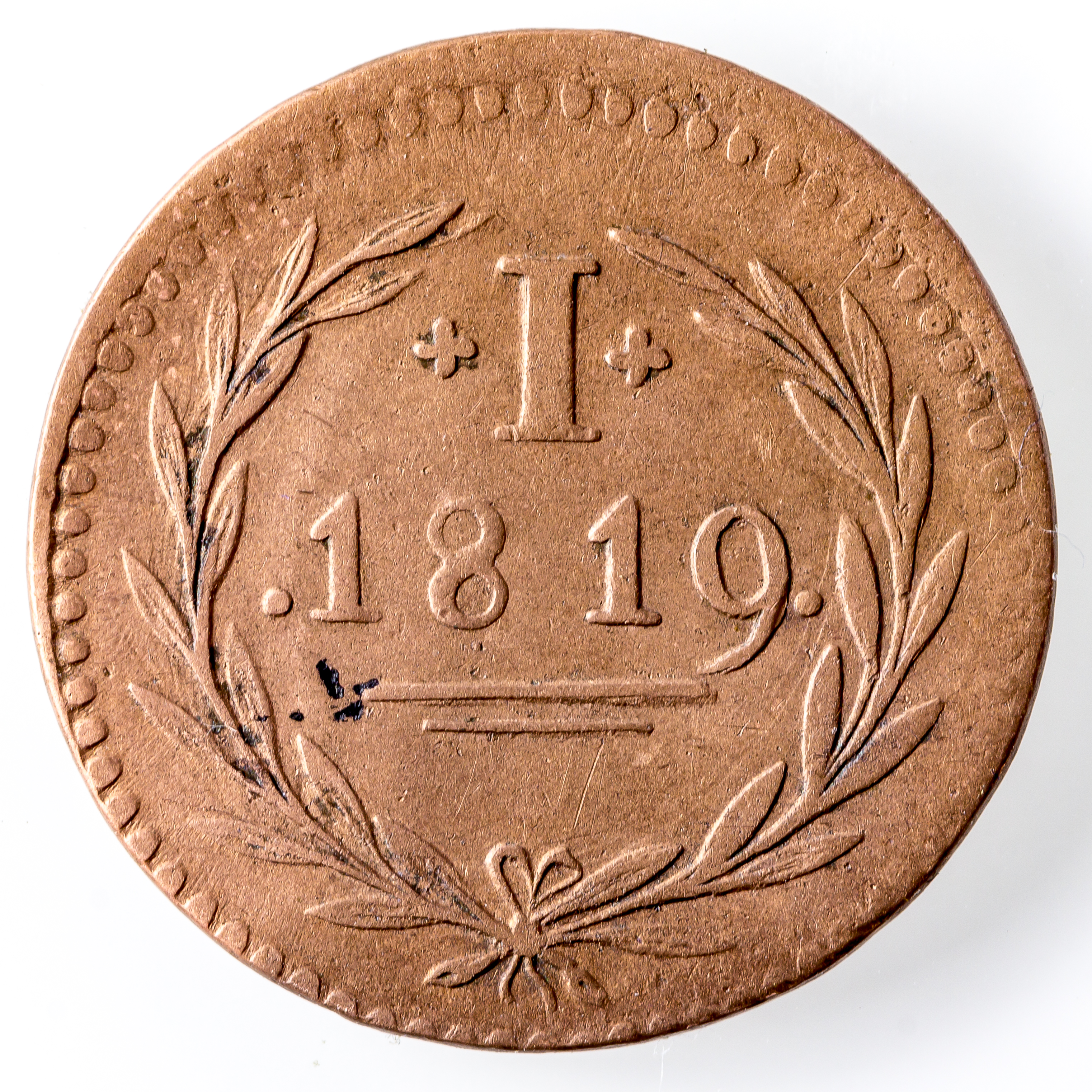
I (Pfennig) 1819 (Joseph/Fellner Nr. 1997a)

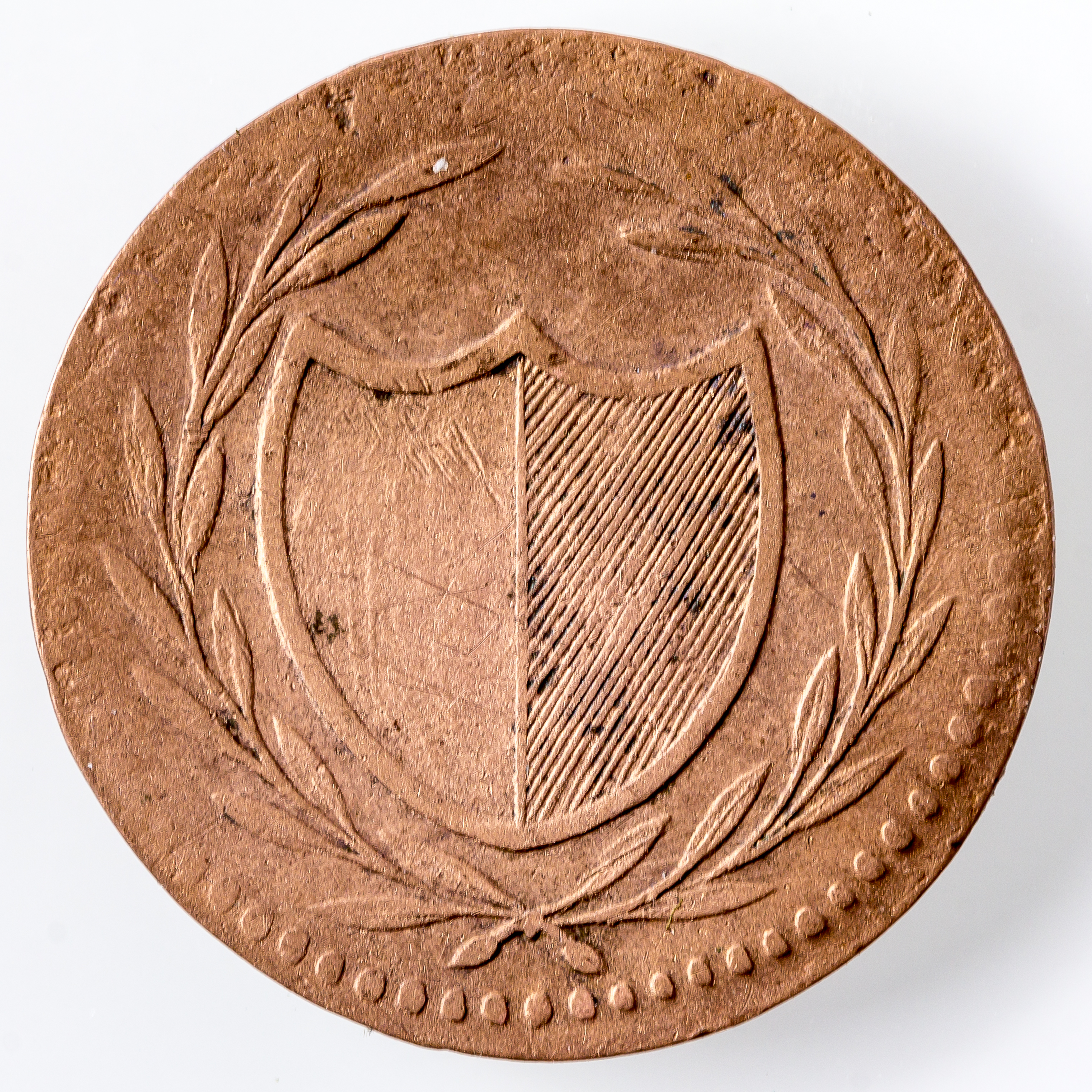
I (Pfennig) 1819 (Rückseite), Wappenschild, fälschlich Gersau zugeschrieben

Aufgrund der Ähnlichkeit eines Münzbildes mit dem Wappen der Gemeinde Gersau im schweizerischen Kanton Schwyz ist für einige Judenpfennige Anfang des 20. Jahrhunderts eine schweizerische Herkunft geltend gemacht worden. Dagegen sprechen die abweichende Farbgebung, auf den Münzen durch eine Schraffur dargestellt, die auf manchen der Judenpfennige angegebene Währungsbezeichnung Pfennig – und niemals Rappen – und der Verlust der Gersauer Münzhoheit im Jahr 1817. Die angeblich aus der Schweiz stammenden Judenpfennige weisen darüber hinaus in der Gestaltung derart große Ähnlichkeiten mit den übrigen Judenpfennigen auf, dass sie mit Sicherheit von nur einem Urheber stammen.

## Rezeption
Die Bezeichnung „Judenpfennige“ ist bis heute in der Numismatik und im Münzenhandel verbreitet. Die 1931 in einer Fachzeitschrift veröffentlichte detaillierte Schilderung der tatsächlichen Vorgänge durch den Frankfurter Numismatiker Ohly wurde kaum wahrgenommen. Lediglich im Frankfurter Israelitischen Gemeindeblatt vom April 1933 erschien ein umfangreicher Aufsatz über Frankfurter Juden im Münzwesen, der Ohlys Erkenntnisse gekürzt wiedergab. Der Verfasser stellte zur Namensgebung fest: „Man schob diese etwas peinliche Angelegenheit einfach den Frankfurter Juden in die Schuhe“. Die „großen Drahtzieher der ganzen Transaktion“ seien die christlichen Inhaber der Firma „Gebrüder Heitefuß“ gewesen. Als weitere Erklärungen für den Begriff „Judenpfennige“ wies der Verfasser darauf hin, dass die Münzen wohl überwiegend durch Frankfurter jüdische Händler und Wechsler in Umlauf gebracht worden seien und dass die meisten der in Köln mit einem Geldwechsler angeklagten Abnehmer Juden gewesen seien.
2007 wurden die fragwürdigen und größtenteils unbelegten Angaben der Vorautoren in die zweite Auflage der Encyclopaedia Judaica übernommen. Dort wurde die Herstellung der Münzen „einigen Juden“ zugeschrieben, und auch die Angaben zum „Neußer Juden“ und zum Zollamt Wilnsdorf wiederholt.
Noch 2024 veröffentlichte der Numismatiker Konrad Schneider einen Aufsatz über Kupfermühlen zur Herstellung von Münzrohlingen und Münzen. Darin gibt er an, dass die Frankfurter Brüder Heitefuß ab 1817 Kupferrohlinge in Heller- und Pfenniggröße an verschiedene Münzstätten geliefert hatten. Weiterhin haben sie 1822 vergeblich die Prägung von Kupfermünzen für das Fürstentum Waldeck-Pyrmont angestrebt, und für Niederländisch-Indien tatsächlich kurze Zeit Kupferheller geprägt. Die Judenpfennige datiert Schneider ohne den Bezug zu den Gebrüdern Heitefuß herzustellen auf das erste Drittel des 19. Jahrhunderts. Er gibt ohne weiteren Kommentar, aber unter Bezug auf Richard Ohlys Aufsatz von 1931, wiederum an, ihre Herkunft sei unklar und „jüdische Geschäftsleute“ hätten als Urheber dieses Handels gegolten.